# Rude boy

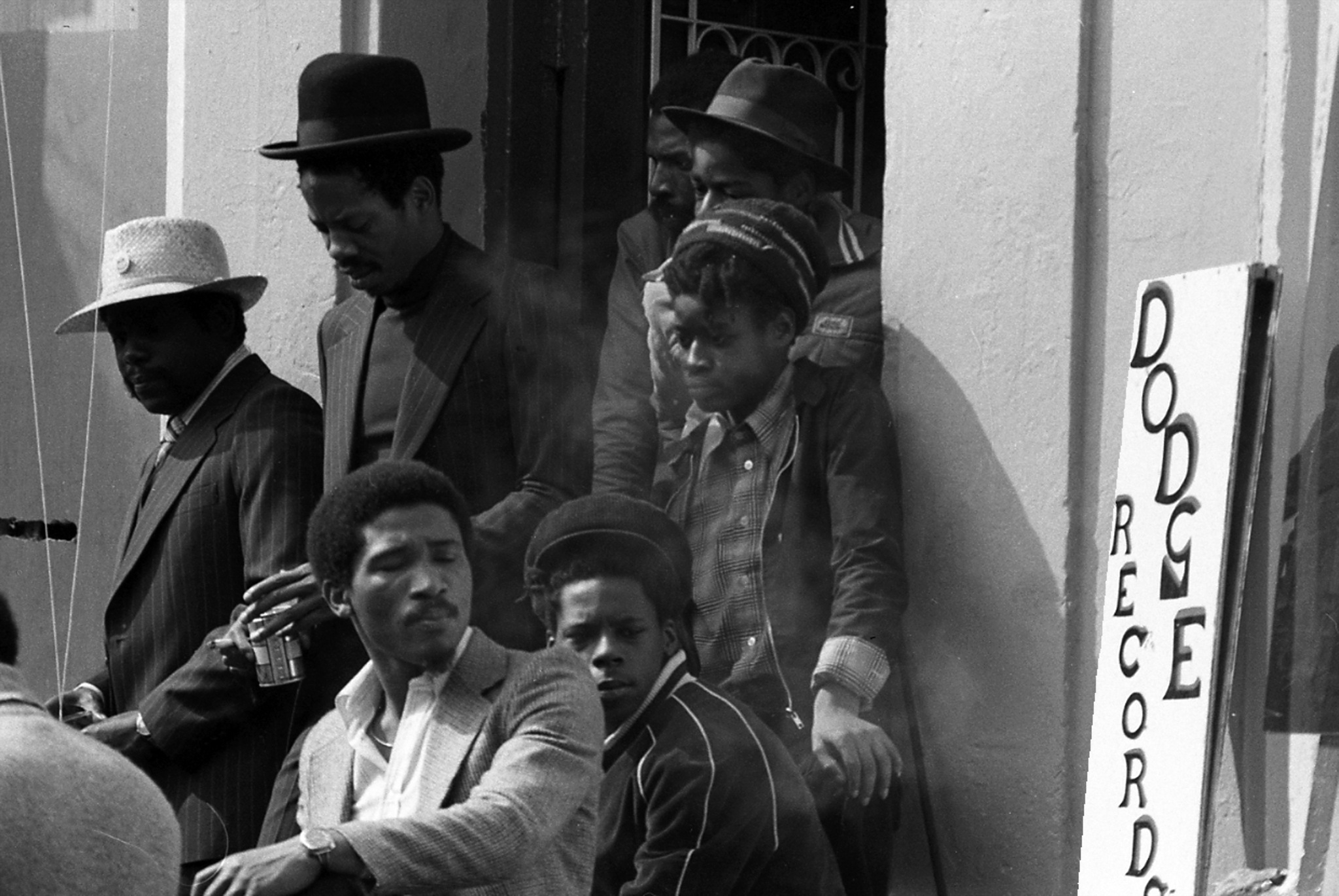
Rude boys 1974 in London

Rude boy, Rudie, Rudi oder Rudy ist eine Subkultur, die sich in den frühen 1960er-Jahren in Jamaika in den Ghettos von Kingston entwickelte. Die Bezeichnung Rude (eigentlich ruppig, rüpelig) kommt vom jamaikanischen Slangwort für cool oder hip, da sich die Rude boys trotz oder wegen ihres oftmals geringen sozialen Status nicht nur in den Tanzsälen, sondern auch im täglichen Leben immer nach den neuesten modischen Trends kleideten. Die Bezeichnung rude boy stammt möglicherweise aber auch daher, dass auf sogenannten Sound System Partys (Discos) ein Rum-basierter Drink serviert wurde, der „Rude to your parents“ genannt wurde. Die Rude Boys trugen schwarze Anzüge und Porkpie-Hüte.
Zu dieser Zeit versuchten beide politischen Parteien Jamaikas, die PNP und die JLP, einen Machtkampf auf den Straßen von Jamaika auszutragen, und stellten Jugendbanden zu diesem Zweck Waffen zur Verfügung. Einige Banden waren Rudy gangs.
Zum Ende der 1960er-Jahre übernahmen in England viele Kinder schwarzer Einwanderer aus Jamaika und anderen Teilen der Westindischen Inseln den Stil der Rude boys ebenso wie weiße englische Arbeiterkinder (die Mods). Aus der Vermischung der Kultur der Rude Boys, insbesondere deren Musik Ska und Early Reggae, mit der Kultur der Mods entwickelte sich dann die Skinhead-Bewegung.
Inzwischen wird der Begriff insbesondere im Slang der englischsprachigen Pop-, Hip-Hop- und Dancehall-Kultur unabhängig von seiner ursprünglichen Bedeutung auch als Anrede unter jungen Erwachsenen benutzt, entsprechend dem Begriff Gangsta.

## Künstlerische Rezeption
- A Message to you Rudy war 1979 eine Hit-Single der englischen Ska-Band The Specials, die dieses Stück von Dandy Livingstone coverten.
- Rude Boy ist auch der Name eines englischen Films aus dem Jahr 1980 mit der Punkband The Clash.
- Die britische Punk-/Rock-Reggaeband The Ruts hatte 1980 einen Single-Erfolg mit Staring at the Rude Boys.
- Die wohl berühmteste Reggaeband Bob Marley & The Wailers nannte sich nach ihrer Gründung unter anderem für kurze Zeit The Wailing Rudeboys.
- Ein Lied von Rihanna aus dem Jahr 2010 trägt den Titel Rude Boy.